# Michailowsk (Swerdlowsk)
Michailowsk (russisch Михайловск) ist eine Stadt in der Oblast Swerdlowsk (Russland) mit 9852 Einwohnern (Stand 14. Oktober 2010).

## Geographie
Die Stadt liegt an der Westflanke des Mittleren Urals, etwa 160 km südwestlich der Oblasthauptstadt Jekaterinburg an der Mündung der Serga in die Ufa im Flusssystem der Kama.
Michailowsk ist gehört zum Rajon Nischnije Sergi.
Die Stadt liegt etwa 10 km westlich der 1916 eröffneten Eisenbahnstrecke Kalino (bei Tschussowoi) – Kusino – Berdjausch, der ehemaligen West-Ural-Eisenbahn (Западно-Уральская железная дорога/ Sapadno-Uralskaja schelesnaja doroga). Die Station der Stadt heißt Michailowski Sawod und ist mit der Stadt über eine Güteranschlussstrecke verbunden.

## Geschichte
Michailowsk entstand 1805 im Zusammenhang mit der Errichtung des Eisenwerkes Michailowski Sawod durch den Moskauer Kaufmann Michail Gubin. Für den Betrieb des Werkes wurde hier die Serga aufgestaut. 1942 erhielt der Ort den Status einer Siedlung städtischen Typs und am 9. Januar 1961 die Stadtrechte.

### Bevölkerungsentwicklung
| Jahr | Einwohner |
| ---- | --------- |
| 1939 | 5.805     |
| 1959 | 10.608    |
| 1970 | 12.729    |
| 1979 | 12.955    |
| 1989 | 12.943    |
| 2002 | 10.538    |
| 2010 | 9.852     |

Anmerkung: Volkszählungsdaten

## Kultur und Sehenswürdigkeiten
Im Stadtzentrum sind Kaufmannshäuser aus dem 19. Jahrhundert erhalten.
Die Stadt besitzt ein Heimatmuseum.

## Wirtschaft
In Michailowsk sind der größte Hersteller Russlands für Alufolie sowie eine Papierfabrik ansässig.

## Persönlichkeiten
- Wladimir Konstantinowitsch Troschin (1926–2008), Sänger, Theater- und Filmschauspieler
- Wladimir Walentinowitsch Fedotow (* 1966), Fußballspieler und -trainer